# Guilherme Fontes
Guilherme Machado Cardoso Fuentes (Petrópolis, 8 de enero de 1967) es un actor y director de cine, teatro y televisión.
Participa en la postproducción de la película que marca su debut en la dirección, Chatô, el Rey de Brasil, sobre la vida del periodista Assis Chateaubriand, un pionero de la televisión en Brasil, en los años 1950.

## El trabajo

### Como actor de cine
- 1986 - El color de su destino .... Paulo
- 1987 - Un Tren a las Estrellas .... Vinicius
- 1988 - Dedé Mamata .... Dedé
- 2007 - Primo Basilio .... Sebastian

### Como actor de televisión
Miniseries
- 1988 - Las promesas de pagar .... Aderbal
- 1990 - deseo .... Dilermando

Comedias de situación
- 1985 - Ti Ti Ti .... Caco
- 1986 - Selva de Piedra .... Junior
- 1988 - Bebê a Bordo .... Rey
- 1990 - Personas Fina .... Mauricio
- 1993 - Mujeres de arena .... Marcos Assunção
- 1994 - El viaje .... Alejandro Toledo
- 1995 - Malhação .... Estrella Rey
- 1996 - El Fin del Mundo.... Josias Junqueira
- 1996 - El rey del ganado.... Otávio (Tavinho)
- 2001 - Star-Guía .... Tony Salles
- 2005 - Bang Bang .... Jeff Wall Street
- 2007 - Malhação .... Fernando Albuquerque (Naninho)
- 2008 - Belleza Pura .... Alexandre Brito (Alex)
- 2011 - Cuento encantado .... Marquês Zenóbio Alfredo
- 2014 - Boogie Oogie .... Mario Castro de Silva
- 2024 - Renascer .... Humberto Carvalho[1]

### Como director
- Chatô, el Rey de Brasil

## El caso Chatô
El llamado "expediente Piso", que estalló en mayo de 1999, trajo a la superficie viejos rumores sobre algunos casos de ineficiencia del sistema en  el uso del dinero público y el uso indebido de los fondos para la producción de carácter privado. Guilherme Fontes, productor y director del largometraje inconcluso Chatô, el rey de Brasil, captó durante tres años, por la Ley del Audiovisual, más de siete millones de reales. La megaproducción ha dejado sus vacunas después de consumir diez millonesde dólares, alegando falta de recursos. Guilherme fontes, algún tiempo después, en la apertura de su propia productora, informó que gastó más de dos millones de reales para aumentar su producción, lo que deja evidentes signos de enriquecimiento ilícito. El 22 de febrero de 2008 se determinó por el contralor general de la Unión (CGU), Guilherme Fontes y su socio en la producción de la película Guilherme Fontes, Yolanda Coeli, tendrán que devolver más de US $ 36,5 millones a las arcas fiscales.
El proyecto fue cancelado en febrero de 2000 por el gobierno federal y se impidió que se completara durante 15 años, solo entonces para que se aprobaran las cuentas y, en 2015, se lanzara.
Por su trabajo, Guilherme recibió el premio APCA al mejor director de largometraje de la crítica de arte de São Paulo y otros cinco premios de la Academia Brasileña de Cine, además de tres más de ABC - Associação Brasileira de Cinematografia.